# Campeonato Sudamericano de Tenis
El Campeonato Sudamericano de Tenis, es una competencia de tenis, organizada por la COSAT. Se disputa en cuatro categorías: sub-12, sub-14, sub-16 y senior, tanto en su versión masculina como femenina. Los torneos infantiles se realizan desde el año 2006 y el torneo senior desde el año 2010.

## Ganadores Masculinos Sub-12
| Año  | Campeón   | Subcampeón | 3.er Lugar   | Fecha | Lugar                  |
| ---- | --------- | ---------- | ------------ | ----- | ---------------------- |
| 2006 | Argentina | Perú       | Brasil       | 2006  | Luque, Paraguay        |
| 2007 | Perú      | Chile      | Argentina    | 2007  | Goiana, Brasil         |
| 2008 | Argentina | Chile      | Bolivia      | 2008  | Dolores, Argentina     |
| 2009 | Argentina | Bolivia    | Brasil       | 2009  | Pereira, Colombia      |
| 2010 | Chile     | Argentina  | Colombia     | 2010  | Chosica, Perú          |
| 2011 | Chile     | Argentina  | Colombia     | 2011  | Florianópolis, Brasil  |
| 2012 | Brasil    | Argentina  | Perú         | 2012  | Lima, Perú             |
| 2013 | Argentina | Brasil     | Perú         | 2013  | Asunción, Paraguay     |
| 2014 | Brasil    | Argentina  | Uruguay      | 2014  | Santa Cruz, Bolivia    |
| 2015 | Brasil    | Perú       | Venezuela    | 2015  | Caracas, Venezuela     |
| 2016 | Perú      | Argentina  | Paraguay     | 2016  | Santa Cruz, Bolivia    |
| 2017 | Argentina | Perú       | Bandera de ? | 2017  | Asunción, Paraguay     |
| 2018 | Argentina | Brasil     | Bandera de ? | 2018  | Trujillo, Perú         |
| 2019 | Colombia  | Brasil     | Argentina    | 2019  | Villa María, Argentina |

### Títulos por país
| País      | Campeón | Subcampeón | Primera | Última |
| Argentina | 6       | 6          | 2006    | 2018   |
| Brasil    | 3       | 3          | 2012    | 2015   |
| Perú      | 2       | 3          | 2007    | 2016   |
| Chile     | 2       | 2          | 2010    | 2011   |
| Colombia  | 1       | -          | 2019    | 2019   |
| Bolivia   | -       | 1          | -       | -      |

## Ganadores Femeninos Sub-12
| Año  | Campeón      | Subcampeón   | 3.er Lugar   | Fecha | Lugar                  |
| ---- | ------------ | ------------ | ------------ | ----- | ---------------------- |
| 2006 | Bandera de ? | Bandera de ? | Bandera de ? | 2006  | Luque, Paraguay        |
| 2007 | Bandera de ? | Bandera de ? | Bandera de ? | 2007  | Goiana, Brasil         |
| 2008 | Bandera de ? | Bandera de ? | Bandera de ? | 2008  | Dolores, Argentina     |
| 2009 | Bandera de ? | Bandera de ? | Bandera de ? | 2009  | Pereira, Colombia      |
| 2010 | Bandera de ? | Bandera de ? | Bandera de ? | 2010  | Chosica, Perú          |
| 2011 | Bandera de ? | Bandera de ? | Bandera de ? | 2011  | Florianópolis, Brasil  |
| 2012 | Bandera de ? | Bandera de ? | Bandera de ? | 2012  | Lima, Perú             |
| 2013 | Bandera de ? | Bandera de ? | Bandera de ? | 2013  | Asunción, Paraguay     |
| 2014 | Bandera de ? | Bandera de ? | Bandera de ? | 2014  | Santa Cruz, Bolivia    |
| 2015 | Bandera de ? | Bandera de ? | Bandera de ? | 2015  | Caracas, Venezuela     |
| 2016 | Bandera de ? | Bandera de ? | Bandera de ? | 2016  | Santa Cruz, Bolivia    |
| 2017 | Bandera de ? | Bandera de ? | Bandera de ? | 2017  | Asunción, Paraguay     |
| 2018 | Chile        | Argentina    | Bandera de ? | 2018  | Trujillo, Perú         |
| 2019 | Colombia     | Perú         | Argentina    | 2019  | Villa María, Argentina |

### Títulos por país
| País      | Campeón | Subcampeón | Primera | Última |
| Argentina | -       | -          | -       | -      |
| Brasil    | -       | -          | -       | -      |
| Chile     | -       | -          | -       | -      |
| Perú      | -       | -          | -       | -      |
| Colombia  | -       | -          | -       | -      |
| Bolivia   | -       | -          | -       | -      |

## Ganadores Masculinos Sub-14
| Año  | Campeón   | Subcampeón | 3.er Lugar | Fecha | Lugar                            |
| ---- | --------- | ---------- | ---------- | ----- | -------------------------------- |
| 2006 | Brasil    | Argentina  | Venezuela  | 2006  | Mérida, Venezuela                |
| 2007 | Perú      | Chile      | Brasil     | 2007  | La Paz, Bolivia                  |
| 2008 | Brasil    | Perú       | Venezuela  | 2008  | Caracas, Venezuela               |
| 2009 | Argentina | Perú       | Chile      | 2009  | Punta del Este, Uruguay          |
| 2010 | Chile     | Argentina  | Venezuela  | 2010  | Bauru, Brasil                    |
| 2011 | Brasil    | Argentina  | Colombia   | 2011  | Medellín, Colombia               |
| 2012 | Brasil    | Argentina  | Chile      | 2012  | Santiago, Chile                  |
| 2013 | Argentina | Brasil     | Chile      | 2013  | Lima, Perú                       |
| 2014 | Brasil    | Argentina  | Perú       | 2014  | Guayaquil, Ecuador               |
| 2015 | Brasil    | Argentina  | Venezuela  | 2015  | Buenos Aires, Argentina          |
| 2016 | Argentina | Uruguay    | Ecuador    | 2016  | Asunción, Paraguay               |
| 2017 | Argentina | Brasil     | Perú       | 2017  | Santa cruz de la sierra, Bolivia |
| 2018 | Paraguay  | Argentina  | Perú       | 2018  | Guayaquil, Ecuador               |
| 2019 | Argentina | Brasil     | Perú       | 2019  | Cali, Colombia                   |
| 2021 | Colombia  | Argentina  | Ecuador    | 2021  | Asunción, Paraguay               |
| 2022 | Colombia  | Ecuador    | Argentina  | 2022  | Armenia (Quindío), Colombia      |

### Títulos por país
| País      | Campeón | Subcampeón | Primera | Última |
| Brasil    | 6       | 3          | 2006    | 2015   |
| Argentina | 5       | 8          | 2009    | 2019   |
| Colombia  | 2       | -          | 2021    | 2022   |
| Perú      | 1       | 2          | 2007    | 2007   |
| Chile     | 1       | 1          | 2010    | 2010   |
| Paraguay  | 1       | -          | 2018    | 2018   |
| Uruguay   | -       | 1          | -       | -      |
| Ecuador   | -       | 1          | -       | -      |

## Ganadores Femeninos Sub-14
| Año  | Campeón   | Subcampeón | 3.er Lugar   | Fecha | Lugar                            |
| ---- | --------- | ---------- | ------------ | ----- | -------------------------------- |
| 2013 | Colombia  | Perú       | Argentina    | 2013  | Lima, Perú                       |
| 2014 | Colombia  | Perú       | Argentina    | 2014  | Guayaquil, Ecuador               |
| 2015 | Paraguay  | Colombia   | Argentina    | 2015  | Buenos Aires, Argentina          |
| 2016 | Brasil    | Argentina  | Ecuador      | 2016  | Asunción, Paraguay               |
| 2017 | Perú      | Venezuela  | Brasil       | 2017  | Santa cruz de la sierra, Bolivia |
| 2018 | Argentina | Venezuela  | Bolivia      | 2018  | Guayaquil, Ecuador               |
| 2019 | Brasil    | Venezuela  | Perú         | 2019  | Cali, Colombia                   |
| 2021 | Colombia  | Ecuador    | Bolivia      | 2021  | Asunción, Paraguay               |
| 2022 | Argentina | Brasil     | Bandera de ? | 2022  | Armenia (Quindío), Colombia      |

### Títulos por país
| País      | Campeón | Subcampeón | Primera | Última |
| Colombia  | 3       | 1          | 2013    | 2021   |
| Argentina | 2       | 1          | 2018    | 2022   |
| Brasil    | 2       | 1          | 2016    | 2019   |
| Perú      | 1       | 2          | 2017    | 2017   |
| Paraguay  | 1       | -          | 2015    | 2015   |
| Venezuela | -       | 3          | -       | -      |
| Ecuador   | -       | 1          | -       | -      |

## Ganadores Masculinos Sub-16
| Año  | Campeón            | Subcampeón | 3.er Lugar | Fecha | Lugar                   |
| ---- | ------------------ | ---------- | ---------- | ----- | ----------------------- |
| 2006 | Argentina          | Brasil     | Chile      | 2006  | Bogotá, Colombia        |
| 2007 | Brasil             | Argentina  | Chile      | 2007  | Lima, Perú              |
| 2008 | Argentina          | Brasil     | Perú       | 2008  | Santiago, Chile         |
| 2009 | Bolivia            | Chile      | Argentina  | 2009  | Quito, Ecuador          |
| 2010 | Chile              | Brasil     | Argentina  | 2010  | Asunción, Paraguay      |
| 2011 | Chile              | Argentina  | Ecuador    | 2011  | Buenos Aires, Argentina |
| 2012 | Argentina y Brasil |            | Perú       | 2012  | Valencia, Venezuela     |
| 2013 | Perú               | Argentina  | Bolivia    | 2013  | La Paz, Bolivia         |
| 2014 | Argentina          | Brasil     | Bolivia    | 2014  | Santa Cruz, Bolivia     |
| 2015 | Argentina          | Colombia   | Brasil     | 2015  | Pereira, Colombia       |
| 2016 | Argentina          | Brasil     | Chile      | 2016  | Río de Janeiro, Brasil  |

### Títulos por país
| País      | Campeón | Subcampeón | Primera | Última |
| Argentina | 6       | 3          | 2006    | 2016   |
| Brasil    | 2       | 5          | 2007    | 2012   |
| Chile     | 2       | 1          | 2010    | 2011   |
| Bolivia   | 1       | 0          | 2009    | 2009   |
| Perú      | 1       | 0          | 2013    | 2013   |
| Colombia  | -       | 1          | -       | -      |

## Ganadores Masculinos Senior
| Año  | Campeón | Subcampeón | 3.er Lugar | Fecha | Lugar           |
| ---- | ------- | ---------- | ---------- | ----- | --------------- |
| 2010 | Chile   | Brasil     | Argentina  | 2010  | Santiago, Chile |

### Títulos por país
| País  | Campeón | Subcampeón | Primera | Última |
| Chile | 1       | 0          | 2010    | 2010   |

## Ganadores Femeninos Senior
| Año  | Campeón | Subcampeón | 3.er Lugar | Fecha | Lugar           |
| ---- | ------- | ---------- | ---------- | ----- | --------------- |
| 2010 | Brasil  | Chile      | Argentina  | 2010  | Santiago, Chile |

### Títulos por país
| País   | Campeón | Subcampeón | Primera | Última |
| Brasil | 1       | 0          | 2010    | 2010   |